# Изабелла Ибелин (королева Кипра)
Изабелла Ибелин (фр. Isabelle d'Ibelin; 1241—1324) — королева Кипра.
Изабелла была дочерью коннетабля Кипра Ги Ибелина и Филипы Барле. В 1255 году она вышла замуж за Гуго Лузиньяна, который с 1264 года стал регентом при малолетнем короле Кипра Гуго II. Когда в 1267 году Гуго II скончался, то Гуго Лузиньян стал новым королём Кипра (под именем Гуго III), а Изабелла — королевой. В 1269 году Гуго получил ещё и титул короля Иерусалима, таким образом Изабелла стала королевой иерусалимской.

## Дети
- Жан I (ок. 1266 — 20 мая 1285), король Кипра и Иерусалима с 1284
- Боэмунд (ум. 13 ноября 1283)
- Генрих II (до 1270 — 31 марта 1324), король Кипра и Иерусалима с 1285
- Амори II (ок. 1270/1272 — 5 июня 1310), сеньор Тира с 1284
- Мария (1273 — 10/22 апреля 1319); муж: с 27 ноября 1315 Хайме II Справедливый (10 августа 1267 — 2 ноября 1327), король Сицилии (Хайме I) 1285—1296, граф Барселоны, Жероны, Осоны и Бесалу с 1291, король Арагона и Валенсии с 1291, король Сардинии (Хайме I)
- Ги (ум. 1302/1303), коннетабль Кипра с 1291
- Эмери (ок. 1275 — до 19 апреля 1316)
- Маргарита (ум. 1296); муж: с 9 января 1288 Торос III (1271 — 23 июля 1298), царь Киликийской Армении с 1293
- Алиса (ум. после 1324); муж: с ок. 1292/1294 Балиан Ибелин (ум. ок. 1315/1316), титулярный князь Галилеи
- Элвис (ум. после 1324)
- (?) Изабелла (ум. после 1310)
- (?) Лусия (ум. ок. 1324/1330)
- (?) дочь; муж: с ок. 1285/1290 Константин из Негира (ум. 1308), сеньор Парцерперта